# Mègacles (oficial de Pirros)
Mègacles (en grec antic Μεγακλῆς) fou un oficial de Pirros de l'Epir, al que va acompanyar en la seva expedició a Itàlia l'any 280 aC.
Quan Pirros va anar a inspeccionar el camp de batalla a Heraclea, Mègacles l'acompanyava i en aquesta ocasió va intercanviar amb Pirros l'armadura per dirigir l'atenció de l'enemic cap a si mateix en lloc del rei. Va pagar aquesta devoció amb la vida, ja que va ser mort per un romà de nom Deci.